# Sint-Jegisjekerk

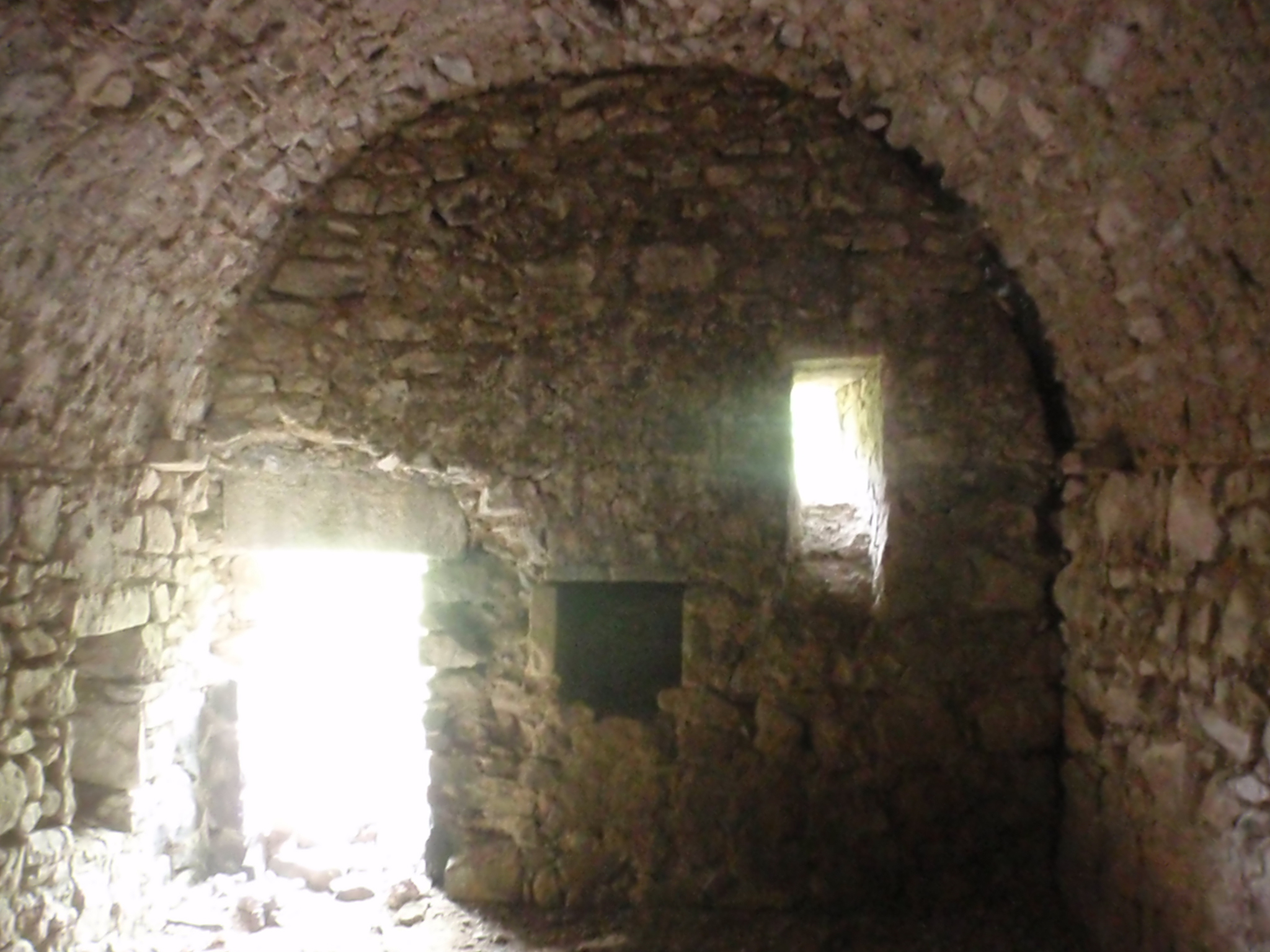
Foto van binnenkant van de Sint-Jegisjekerk

Sint Jegisje (Armeens: սբ. Եղիշե-Առաքյալի վանք Jegisje-Arrakjali vanq) of Sint-Elisj, lokaal voornamelijk bekend als Djurvsjtik (Armeens: Ջրվշտիկ) is een middeleeuwse Armeense kloosterkerk in Azerbeidzjan, die een bijzondere waardigheid heeft als de tombe van de koning Vachagan III de Vrome.
De kerk ligt in een dicht berggebied, ca. 5 km van het dorp Matagis (in het voormalige gewest Mardakert van Nagorno-Karabach). Volgens de overlevering is het in de 5e eeuw door Vatsjagan de Vrome zelf gebouwd, op de plaats waar relikwieën van Sint-Elisj opgegraven waren. Elisj was een discipel van Taddeüs van Edessa, die in de 1e eeuw het christendom in Nagorno-Karabach (Artsach) verspreidde. In de middeleeuwen werd hij al gauw beschermheilige van dit land gezien, waar hij patroonheilige is van tal van kerken.
Aan weerszijden van het kerkje staan zeven kleine kapellen, waarvan elk een tombe van een belangrijke figuur uit verschillende stadia van de geschiedenis van Nagorno-Karabach herbergt. De huidige graftombe van Watsjagan de Vrome dateert van 1286. De kloosterkerk St. Jegisje is bovendien de rustplaats van Meliek Adam de prins van Jraberd in de 18e eeuw.